# 印象震旦花介
印象震旦花介（学名：Sinocytheridea impressa）为荊花介科震旦花介屬下的一个种。